# 모이자! 분노하자! 내려와라 박근혜 시민 촛불
모이자! 분노하자! #내려와라_박근혜 시민 촛불(약칭 1차 촛불집회)는 2016년 10월 29일에 열린 첫 번째 박근혜 대통령 퇴진 촛불집회이다. 총 20차례에 걸쳐 진행된 촛불집회의 서막을 여는 집회로서, 주최추산 3만 명, 경찰 추산 1만 2000명의 시민이 참가해 박근혜 대통령의 하야를 요구하였다.
2016년 10월 24일 JTBC가 최순실 씨의 것으로 보이는 태블릿 컴퓨터를 입수해 국가 기밀에 해당하는 대통령 연설문을 주고받은 정황이 담겼다고 보도하고, 다음 날 박근혜 대통령이 대국민사과를 통해 최순실과의 사적 관계를 일부 시인함으로써 박근혜-최순실 게이트 사태의 여파가 본격적으로 촉발되기 시작했다. 국정농단 사태에 대해 시민사회가 받았던 거대한 충격은 머지않아 대학가의 시국선언과 집회 등으로 표출되기 시작하였으며, JTBC의 보도 이후 첫 주말인 10월 29일에 서울 도심가에서 대규모 촛불 시위를 진행하기에 이르렀다.
첫 집회는 서울 종로구 청계광장에서 사전 촛불집회를 진행, 각계 인사들이 규탄 발언과 시국선언을 진행하는 것으로 시작되었다. 이후 청계광장을 떠나 행렬을 이루어 인사동까지 행진한다는 계획으로 구성되었다. 하지만 행진 도중 종로1가에서 시민들은 청와대로 직진하려 하기 위해 경찰의 저지선을 뚫고 광화문 광장으로 향하였다. 광장에 설치됐던 경찰의 차벽에 막힌 시민들은 경찰들과 최종 대치 상황을 이어갔고, 밤 10시 주최측의 집회 종료 선언으로 공식적인 집회는 마무리되었다.
이날 시위는 민중총궐기 등 이전까지의 집회와는 다르게 비교적 평화적인 시위로 진행되었다. 시민들은 시위가 폭력으로 번지는 것을 방지하고자 일부 시위대에게 충돌 자제를 촉구하기도 했고, 경찰도 시위대를 크게 자극하지 않기 위해 시민들에게 정중한 어조의 방송을 내보내거나 살수차 등의 진압도구 현장 투입은 시도하지 않았다. 다음날 서울경찰청은 이성적으로 협조해준 시민들에게 감사를 표명하는 보도자료를 이례적으로 내기도 했다. 한편 투쟁본부는 이날 집회를 시작으로 매일 청계광장에서 촛불집회를 진행할 것을 발표하고, 다음주 집회와 오는 11월 12일 대규모 집회를 예고하였다.

## 배경
2016년 8월 미르재단 설립 의혹이 TV조선으로부터 처음 제기된 이후, 2016년 9월 20일 《한겨레》가 미르재단과 K스포츠 재단 설립 과정에 최순실 씨가 개입하였다는 사실을 보도함으로써, 최순실 씨를 둘러싼 언론의 의혹 제기가 촉발되는 계기가 되었다. 9월 말부터 10월 초까지는 2016년 이화여자대학교 사태와 백남기 농민 사망 및 부검영장 청구 등의 사회적 파문과, 정기 국정감사를 통한 야권의 비판이 이어졌다. 10월 중순부터는 JTBC와 TV조선, 한겨레를 비롯한 각 언론들이 재단 비리 의혹, 정유라 부정입학 사건, 문화예술계 블랙리스트 사건이 본격적으로 취재되면서 이른바 '박근혜-최순실 게이트'가 핵심 화제로 떠올랐지만, 박근혜 정부는 재단 설립이나 연설문 수정 의혹을 비롯해 최순실 게이트에 관한 기본 사실을 완고히 부인하는 입장을 유지해 왔다.
그러나 2016년 10월 24일, JTBC 〈뉴스룸〉은 국가기밀에 해당하는 대통령 연설문 44건을 최순실 씨가 미리 전달받았다는 정황이 담긴 태블릿 PC를 입수했다고 보도하였다. JTBC의 첫 보도는 태블릿 PC에 담긴 내용 중의 극히 일부에 불과했음에도 불구하고, 민간인 신분의 최순실 씨가 대통령 국정운영 문서를 공유하였다는 사실이 실체로 밝혀지는 순간이었기에 대한민국 사회를 "경악시키기에 충분"했다.
결국 다음 날인 10월 25일 오후 4시, 박근혜 대통령은 청와대 춘추관에서 대국민사과를 진행해 "최순실 씨는 과거 어려울 때 도와준 인연"으로서 "일부 연설문 등은 최순실 씨에게 도움받았다"며 시인하였다. 그러나 1차 대국민사과는 지금까지의 사태를 '개인적 인연'으로만 설명하려는 태도로서 대통령이 정말로 국정운영 책임자로서 무거운 책임을 인식하였다고는 볼 수 없었기에, 오히려 박근혜-최순실 관계에 대한 의혹을 증폭시키는 결과만 낳았다. 대국민 사과 직후인 4시 35분경 네이버와 다음의 인기검색어에는 "탄핵"이나 "박근혜 탄핵", "하야" 등의 키워드가 상위권에 올랐다. 여론도 급격히 악화해 리얼미터의 박근혜 대통령 국정 지지도 조사에서는 25일에는 22.7%, 26일에는 17.5%로, 불과 이틀 만에 10%대로 주저앉은 것으로 조사되었다.
JTBC의 보도와 대통령의 대국민사과 이후 사회적 충격은 곧 규탄으로 바뀌었다. 대국민사과 이튿날부터는 각 대학과 시민단체의 시국선언이 이어졌다. 10월 26일 이화여자대학교, 경희대학교, 부산대학교 총학생회를 시작으로 28일까지 단 3일 만에 41개 대학이 시국선언에 참여하였다. 10월 27일부터는 성균관대학교 교수 31명, 경북대학교 교수 88명 등 대학교수들도 시국선언에 참여하기 시작했다. 더욱이 10월 26일 저녁부터는 진보대통합연대회 서대문지회 주최 집회를 시작으로 촛불집회 전날인 28일까지 최순실 게이트를 규탄하는 집회가 수차례 진행되었다.

## 전개

### 준비 과정
제1차 촛불집회를 주최하게 된 민중총궐기 투쟁본부는 오는 11월 12일 6차 민중총궐기를 준비하고 있던 상태였으며, 투쟁본부의 페이스북 공식계정에서는 26일 전까지만 해도 민중총궐기 이외의 별도의 대규모 집회 계획은 잡지 않고 있던 상태였다. 하지만 최순실 게이트가 심화되면서 26일 소규모 집회 공고에 이어 10월 27일에는 처음으로 '시민 촛불' 대회를 오는 29일 오후 7시 청계광장에서 진행할 것임을 공고하게 되었다. 이에 대해 투쟁본부 측에서 처음부터 기획이나 조직화 계획 등을 가지고 체계적으로 집회 주최에 임하게 된 것이 아니라, 이미 민중총궐기를 준비하던 상태에서 1 ~ 3차 촛불집회의 주최를 민중총궐기 투쟁본부가 "떠밀리듯이" 맡게 되었다는 해석이다. 집회의 공식 명칭은 '모이자! 분노하자! 내려와라 박근혜'였다. 이때 '1차'라는 차수 명기는 붙지 않았으며, 다음 집회인 11월 5일 집회부터 '2차'라는 차수가 명기되기 시작하였다. 이 슬로건 자체는 11월 12일 제3차 촛불집회까지 사용되었다.
집회 전날인 10월 28일 SNS상에서 네티즌들은 '#나와라 최순실' 등의 해시태그 운동을 벌이며, "박근혜 탄핵집회, 29일 오후 6시 광화문광장"이라는 문구를 확산시켰다. 한편으로 이번 집회를 앞두고 일부 온라인 오픈마켓에서는 양초 주문이 급증하면서, 공급처로부터 추가 주문을 요청하였다는 보도가 나오기도 했다.
10월 29일, 투쟁본부는 페이스북을 통해 당일 집회 안내문을 공지하였다. 첫마리에 "집회가 급작스럽게 잡히다 보니 문의가 많다"라고 소회를 밝힌 투쟁본부는 집회와 행진 등이 법적 절차에 신고되었다고 밝히고 초와 피켓 등을 준비해달라고 부탁하며, "박근혜 정권이 이 사태에 책임지는 방법은 물러나는 것밖에 없다"며 "시민의 힘을 보여주자"고 마무리하였다. 경찰 측은 이번 집회가 최순실 씨 관련 의혹이 본격적으로 보도된 이후 처음으로 서울 도심에서 개최되는 것인 만큼, 규모나 강도 면에서 집회가 격렬해질 가능성이 있다고 보고, 폭력 사태나 도심 교통 마비 같은 "만일의 경우"에 대비하기 위해 수천명의 경찰력을 투입한다는 결정을 내렸다.
집회에 앞서 더불어민주당과 국민의당 지도부는 당 차원에서 참석하지 않는다는 입장을 밝혔다. 우상호 민주당 대표는 "아직 장외로는 나서지 않겠다"는 입장을 밝혔고, 박지원 국민의당 원내대표도 "아직 정치권에서 그렇게 나서서는 안된다는 생각"이라고 밝혔다. 이밖에도 박원순 서울시장, 문재인 더불어민주당 전 대표, 안희정 충청남도지사 등도 불참 의사를 밝혔다. 이에 대해서는 "무조건적인 비판보다 수권 정당으로서 대안을 제시해야 한다"는 책임감과, "탄핵이나 하야 등 집회 참가자들의 요구에 대한 정치적 부담 때문"이라는 시각도 있었다. 반면 정의당은 당 차원에서 집회 참여를 결정하고, 당 지도부가 모두 참석하겠다는 입장을 밝혔다.

### 진행

#### 집회 전후 지방 시위
10월 29일 당일 오후 4시, 서울 집회에 앞서 전라북도 전주시에서는 전북버스노동조합 소속 버스기사들이 박근혜 퇴진에 동의한다는 뜻으로 정각을 기해 운행 중 경적을 울리는 시위를 벌였다. 총 300여대의 전주 시내버스가 약 3분여간 시위에 참여하였으며, 시위 관련 피켓을 버스 내에 부착해 전주 시민들에게 안내하였다. 경적 시위는 지난 1987년 6월 항쟁 당시 민주화 운동의 상징이기도 했다. 또 전주 세이브존 앞에서 촛불집회를 시작, 경기전 앞까지 대규모 행진을 진행하였다. 같은 시각 광주광역시 금남로 5·18민주광장 앞에서는 '국정농단 박근혜 퇴진 촉구'가 열려 집회를 가진 뒤, 금남로를 따라 양동시장까지 약 4km 거리를 행진하였다. 이날 광주 집회에서는 시민과 진보단체 등 200여명이 참가하였다.
영남권에서는 이날 오후 울산광역시 남구 태화강역 광장에서 민주노총 울산본부와 산하 노조 등이 결성한 '민중총궐기 울산조직위원회'가 울산시민 총궐기대회를 시작하였다. 이 집회에서는 주최 측 추산 1,000명 (경찰 추산 800여 명)이 참가하였다. 참가자들은 1시간여 간 광장에서 집회를 진행하다 태화강역을 출발해 현대백화점 울산점을 거쳐 되돌아오는 코스를 따라 행진하였다. 부산광역시 중구 광복로 문화패션거리 일원에서는 33일째 파업 중인 전국철도노동조합 조합원과 대학생들이 '고마해라 성과퇴출제', '고마해라 박근혜' 등의 구호를 외치며 대통령 하야를 요구하는 거리행진을 하였으며, 오후 6시에는 부산역 광장에서 민중총궐기 부산준비위원회가 주최하는 '고 백남기 추모·정권 규탄집회'가 진행되어, 철도노조 조합원, 대학생과 시민 등 1000여명이 참가하였다. 이밖에도 오후 7시 제주특별자치도 제주시에서는 민중총궐기 제주위원회가 주최하는 '최순실의 나라, 박근혜 하야 촉구! 제주도민 촛불집회'가 제주도청 앞에서 진행되었으며, 300여명이 참석하였다.

#### 집회 전 서울의 소규모 시위
서울에서는 오후 2시, 청소년 단체 '21세기청소년공동체희망' 소속회원 20여명이 종로구 안국동 북인사마당에서 '청소년 시국선언 1차 행동'을 진행, 고등학생 149명이 서명한 시국선언을 발표하고 박근혜 대통령의 대국민사과를 재현하는 퍼포먼스를 벌였다. 이후 이들 회원은 세종로소공원까지 행진하였다. 비슷한 시각 청년참여연대는 광화문 광장에서는 "나라가 얼마나 개판으로 돌아가는지 신문 한번 읽어보자"라는 취지로 '침묵의 책읽기' 퍼포먼스를 진행하였다. 3시 50분경에는 프랑스 혁명 당시 사용되어 '민중혁명'의 상징이기도 한 높이 4m 크기의 단두대가 광장에 등장했다. 확인 결과 실제 단두대가 아닌 조형물이었지만 경찰에 의해 10여분 만에 철거되었다.
4시 30분에는 청년하다, 흙수저당 등 13개 청년단체 소속 200여명이 대학로 마로니에공원에서 '박근혜는 하야하라 분노의 행진' 집회를 시작하였다. 약 30분간 사전발언이 진행된 후 5시경에는 경희대, 성균관대, 한국외대 등의 대학생들과 시민 100여명이 마로니에공원에서 청계광장까지 행진을 시작해 본 촛불집회에 합류하였다. 이 과정에서 일부 대학생들은 '시굿선언', '최순실 구속 퍼포먼스' 등을 진행하여 주목받기도 했다. 오후 5시 종로구 파이낸스빌딩 앞에서는 시민들로 구성된 '최순실시민행동'이 최순실 의혹 관련 진상규명 촉구집회를 열었으며 이 집회 역시 행진을 통해 6시 본 집회에 합류하였다.
전날까지 이어져 왔던 대학가의 시국선언은 집회 당일에도 이어졌다. 이날 오후 고려대·동국대·서강대·서울대·연세대·이화여대·중앙대·카이스트·한양대·홍익대의 10개 일반대학원 총학생회는 한양대학교에서 기자회견을 열어 박근혜 정부 퇴진과 최순실 게이트의 엄정 수사를 촉구했다. 오후 시간대 네이버에서는 본 시위 장소인 '청계광장'이 실시간 급상승 검색어 1위에 등극하기도 했다.

#### 촛불집회
오후 6시, 서울 종로구 청계광장에서 수천 명의 시민이 운집한 가운데 투쟁본부 주최의 촛불집회가 시작되었다. 당초 진보단체 회원 등 2000명에서 3000명이 모일 것으로 예상되었으며, 주최 측은 3000~4000명이 집결할 것으로 추정하여 집회를 신고하였고 경찰 측도 이와 비슷한 예상치를 내놓았다. 그러나 집회 시작부터 현장의 시민들이 가세하면서 최종 집회참가 규모는 주최측 추산 30,000명, 경찰 추산 14,000명으로 예상을 크게 뛰어넘었다. 집회가 시작되던 무렵인 6시 10분 경 경찰 측은 "청계광장에서 모전교까지 참가자들이 가득 늘어섰다"고 전하기도 했다. 이 때문에 주최 측 관계자는 행사 시작과 함께 "우리가 예상한 것보다 너무 많은 시민들이 오셨다"며 "절대 사고가 나서는 안 된다. 안전에 유의해달라"고 당부해야 했다.
집회에는 혼자 온 사람부터 가족, 애인, 친구들과 함께 온 경우도 있었으며, 고등학생부터 심지어는 박근혜 대통령을 지지하던 노인층까지 참여하는 모습을 보였다. 참가자들은 주최 측에서 제공한 '이게 나라냐', '박근혜 퇴진' 등이 적힌 피켓을 손에 들었으며, 준비해온 촛불을 다른 참가자들에게 나눠주는 시민들도 있었다.
촛불집회는 대체로 각계의 규탄 발언으로 구성되었다. 개회사에 나온 정현찬 가톨릭농민회 회장은 "나라가 어려울 때마다 정치하는 사람, 정치꾼이 아니라 바로 여기 모인 모든 국민들 힘으로 독재자를 물리쳤다"면서 "박근혜 대통령은 더 이상 국민들을 고통의 도가니로 몰아넣지 말고 즉시 퇴진해야 한다"고 발언했다. 이어 국회의사당 앞에서 박근혜 퇴진을 외치다 연행된 대학생이 연단에 등장해 일련의 시국선언에도 불구하고 "박근혜 대통령은 무엇이 잘못됐는지 모르는 것 같다"며 "대통령을 탄핵해야 한다"고 말했다. 또한 대학가의 시국선언을 거론하며 "이 일에는 대학생들이 앞장서겠다"고 발언하였다. 뒤이어 이화여대 학생이 등장해 "학교에 대단한 공주님 다닌다는 이야기는 들었지만 빙산에 일각이었을 줄 몰랐다"며 "최순실씨의 실체와 그를 둘러싼 커넥션은 대한민국 심장부 깊은 곳까지 파고들었다"고 말했다.
세월호 참사 유가족과 파업 중인 철도노조의 시국선언도 이어졌다. 4·16세월호참사 가족협의회와 4·16연대는 <4·16연대 시국선언>을 공개하며, "세월호 참사와 국정 농단이 연결돼있다는 의혹이 명백히 밝혀져야 한다"고 밝히며, "최순실을 비롯한 모든 부역자들을 당장 구속"할 것을 요구하고 "진실을 밝힐 때까지 전국에서 대자보를 쓰고 시민들과 토론하며 박 대통령 사퇴 행동에 나설 것"이라고 밝혔다. 김영훈 철도노조 위원장은 "한국사회 경제사회 안보위기 주범은 박 대통령 자신"이라며 "오늘 우리 투쟁은 우리를 사회를 지배해왔던 모든 조직과 미신과의 투쟁"으로 규정하고, "우리에겐 새로운 대한민국이 드리울 것"이라고 발언했다.
이후 정치인 대표로서 노회찬 정의당 원내대표, 김종훈 무소속 의원, 이재명 성남시장도 발언에 나섰다. 노회찬 대표는 "지난 3년 8개월간 부정을 저지른 박 대통령은 어떻게 해야 하느냐"며 "수사가 박 대통령과 최순실에게 공유되고 있는데 말이 되느냐, 박 대통령이 있는 한 진실규명이 안 된다. 박 대통령이 떠나야 우리 국민들이 다시 힘을 얻을 수 있다“고 주장하였다. 김종훈 무소속 의원은 "지역구인 울산에서 주민들이 서울에 올라가는 저에게 '대한민국이 부끄럽다', '국민들을 부끄럽게 만들고 있다'라는 말을 전해달라고 했다"면서, "국민의 마음은 대통령 하야다", "대통령이 하야할 때까지 촛불을 들자"라고 외쳤다. 이재명 성남시장은 "대통령은 나라의 지배자가 아니라 국민의 머슴이고 대리인일 뿐"이라며 "그런 그가 마치 지배자인 양, 여왕인 양 상황 최순실을 끼고 대한민국을, 민주공화국을 우롱하고 있다"고 발언하였다. 세 사람 외에도 더불어민주당의 표창원, 송영길, 박주민, 정춘숙 의원, 정의당의 이정미, 김종대 의원 등 야당 정치인들이 집회에 참여하였다. 이날 청계천 촛불집회는 팩트TV (홈페이지, 유튜브, 아프리카TV)와 오마이TV (유튜브, 페이스북)에서 생중계하였다.

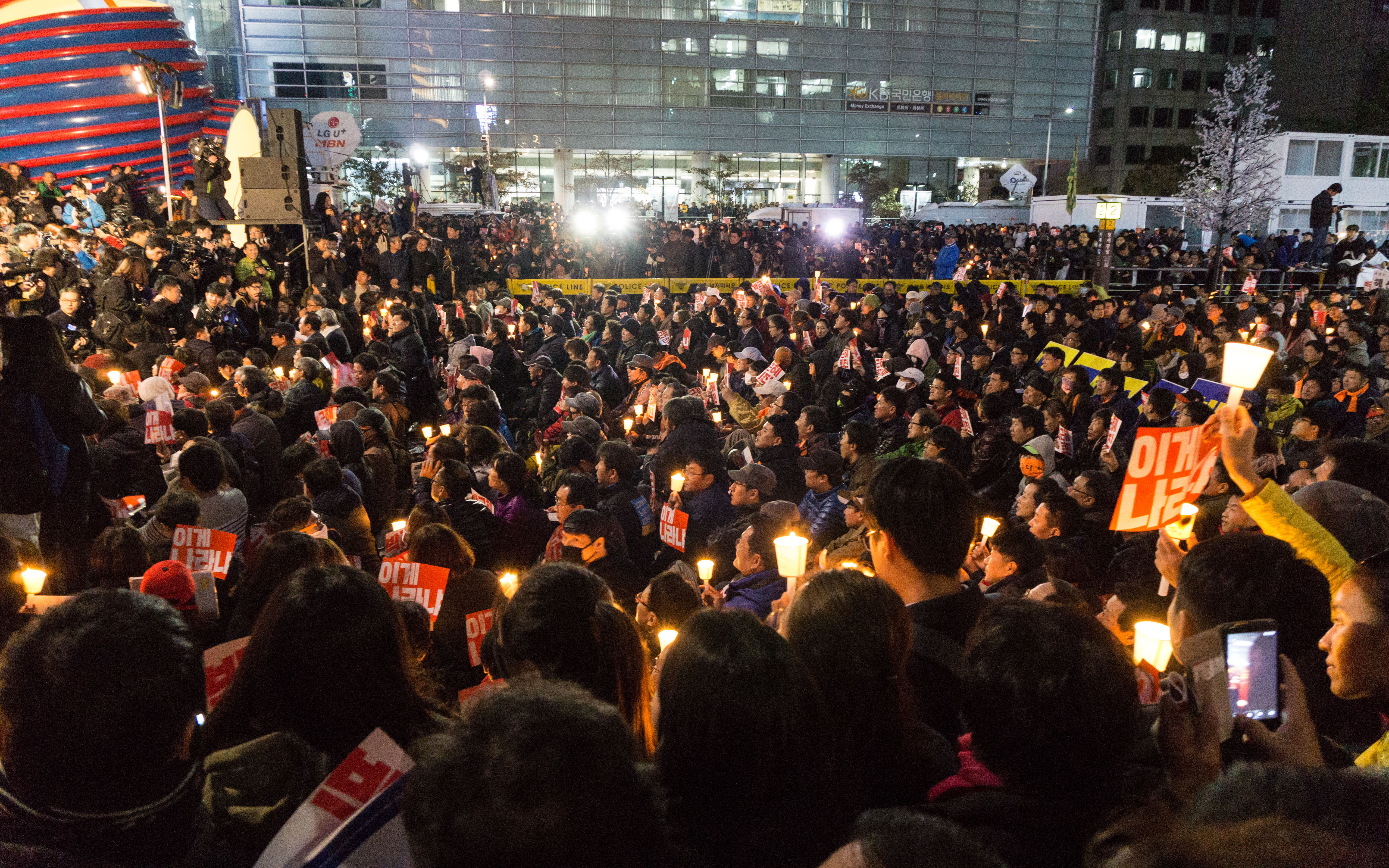
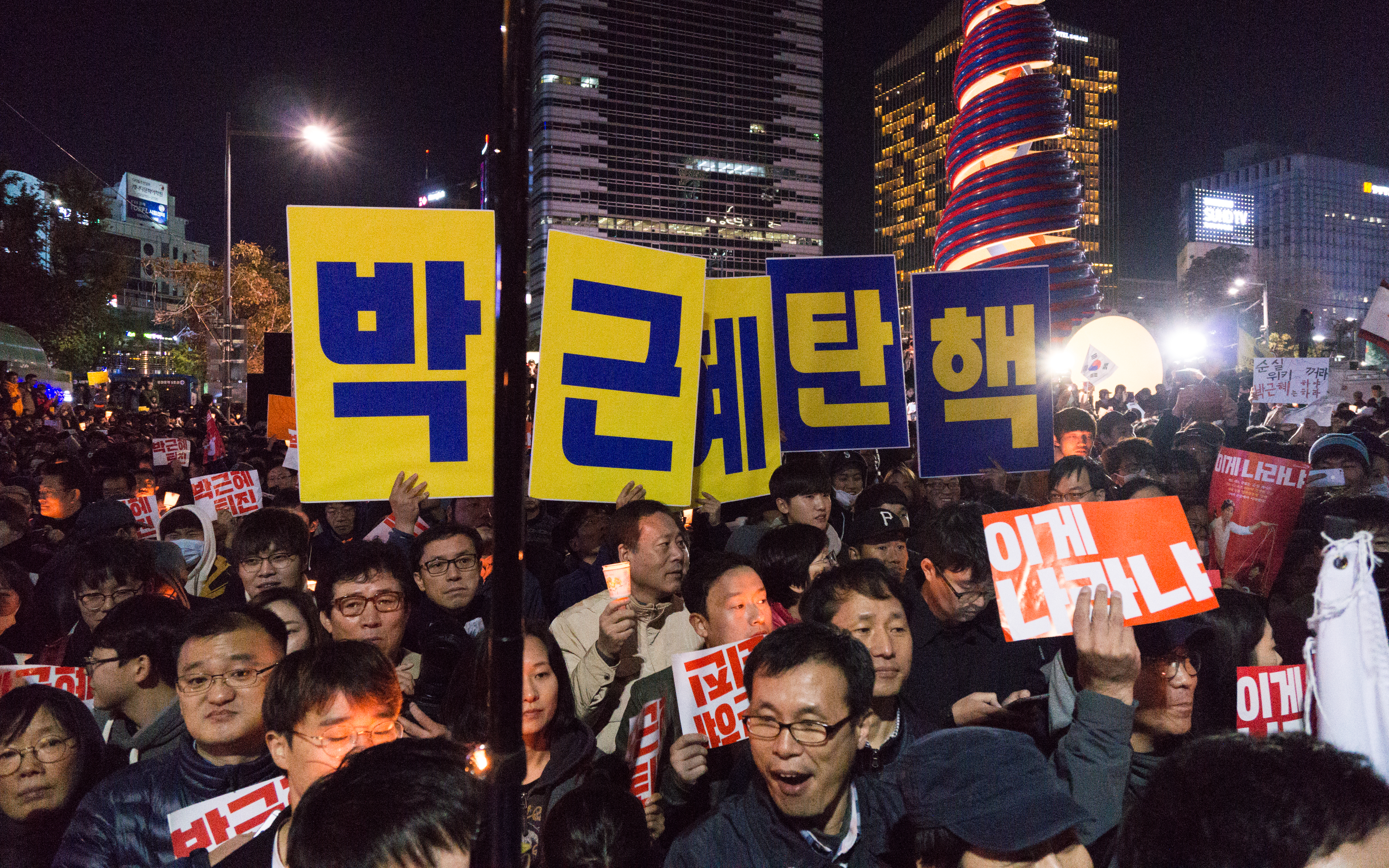
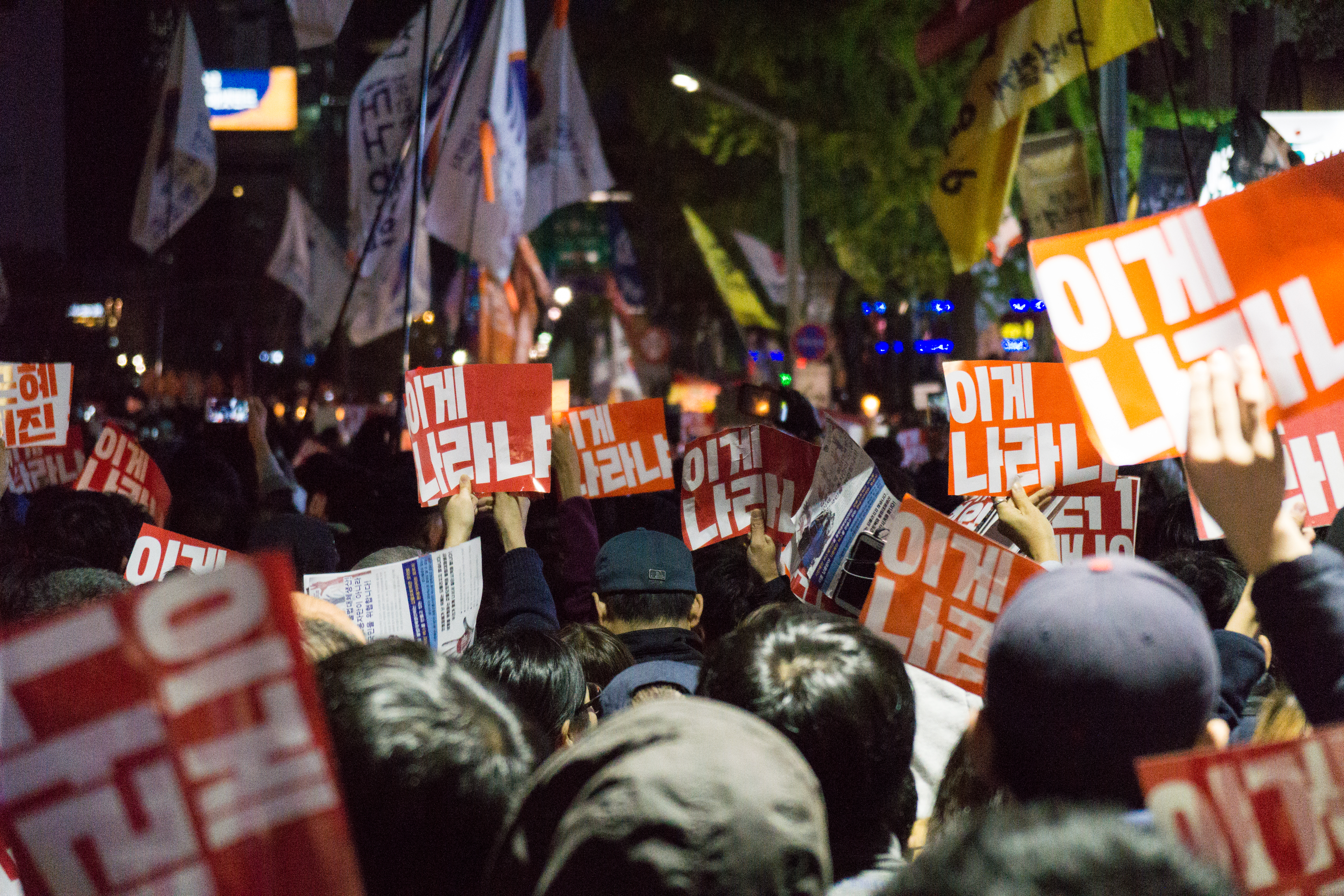

#### 행진
당초 투쟁본부 측은 사전공지를 통해, 사전촛불집회 후 집회장소인 청계광장에서 광교를 거쳐 종각-종로2가-인사동-북인사마당으로 시민행진을 진행한다고 밝혔으며, 행진 역시 집회와 마찬가지로 사전신고가 되었다는 입장을 밝혔다. 이에 대해 경찰 측도 당일 오후부터 60개 중대, 4,800명의 경찰 병력을 투입해 만일의 사태에 대비하도록 했다. 오후 7시 10분, 촛불집회가 마무리되자 주최측과 시민들은 거리 행진을 시작하였다. 경찰 추산 4,000여명에 달하는 시민들은 청계광장에서 빠져나와 종로2가까지 행진하면서 박근혜 대통령의 하야를 요구하는 구호를 외쳤다. 이 과정에서 경찰은 도로의 2개 차로를 통제하였다.
종각에 진입하자 선두 참가자들이 영풍문고 종각본점 앞에서 우회전으로 예정된 경로를 이탈해 조계사 방향으로 직진하기 시작했다. 경찰은 종각역 방면 공평동 일대에서 시위대의 행진을 막았고, 시민과 경찰 간에 대치가 시작되었다. 이에 일부 시민들은 "청와대로 가자"는 구호를 외치며 좌회전으로 전환해 광화문 방향으로 나서고자 했으며, 그 과정에서 경찰의 1차 저지선이 뚫리자 시민 대열은 종로 차로로 나서게 되었다. 경찰 측이 급히 교통을 통제하는 가운데, 7시 55분경 시위대는 교보문고 앞에 설치된 2차 저지선마저 뚫고 광화문 광장에 진입하였으나, 경찰이 세종대왕상 부근에 3차 저지선을 재빨리 다시 설치하면서, 시민들은 이곳에서 최종적인 대치를 이어갔다. 경찰은 시민들이 개별적으로 청와대로 향하는 사태에 대비해 광화문앞 삼거리 양옆에 차벽을 설치하기도 했다.

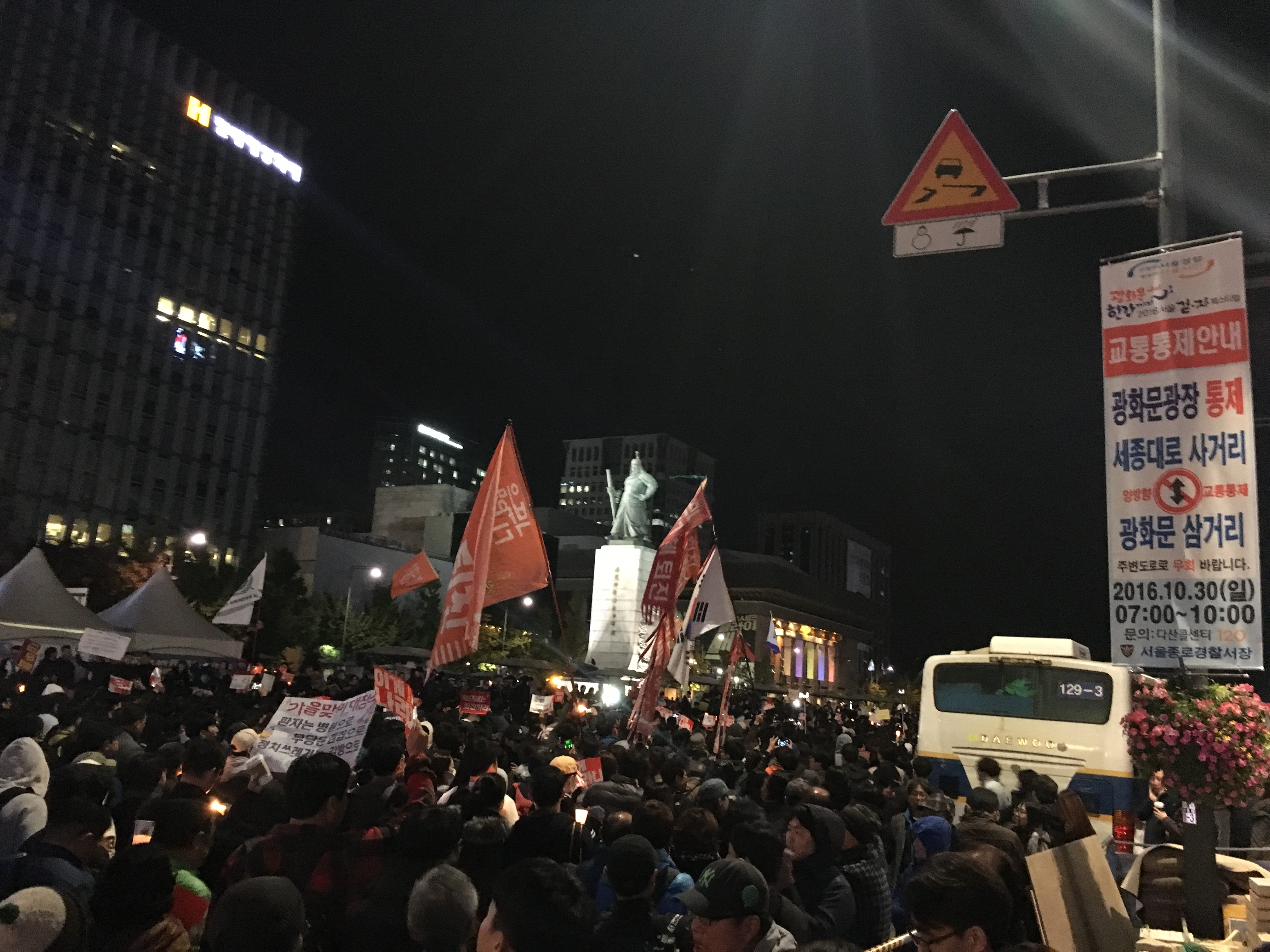
이순신 동상 앞에서 대치 중인 시민과 경찰

시민들은 대치 상태에서 "박근혜는 하야하라", "폭력경찰 물러나라", "(경찰은) 비켜라", "평화시위 보장하라" 등의 구호를 연호하였으나, 조직적인 충돌은 벌어지지 않았다. 일부 시민과 경찰과의 몸싸움이 벌어질 때마다 시민들 사이에서 "때리지 말라", "의경 건드리지 마라"는 목소리를 내어 폭력 사태로 번지는 것을 방지하고자 했다. 폭력시위로 변질될 것을 우려하여 앞쪽에 선 시민부터 차례로 앉아 충돌의 기미를 없애려 하였으며, 그 과정에서 경찰과 몸싸움을 벌이려 하는 집회 참가자에게 "싸우지 말고 앉으라"고 소리치기도 했다. 이 과정에서 시민들 사이에 청와대로 강경하게 나서야 한다는 주장과 평화 시위를 유지해야 한다는 주장이 팽팽히 맞섰으며, 평화 시위를 주장하는 시민들은 경찰들의 통로를 보장하기 위해 길을 터주거나 시위대에게 끌려나온 의경에게 격려를 보내기도 했다.
경찰 역시 강경 대응보다는 경고방송을 반복하며 시위대를 최대한 자극하지 않는 쪽으로 방점을 두었다. 오후 8시, 경찰은 "불법으로 도로를 점거해 많은 시민들이 불편을 겪고 있다"는 내용의 방송을 시작했다. 8시 20분부터는 현장에 나선 홍완선 서울 종로경찰서장이 "존경하는 시민 여러분, 나라 사랑하는 마음을 충분히 이해한다"는 내용의 방송을 시작했다. 홍완선 서장은 "도로를 점거하거나 폭력을 행사하는 모습은 중단해달라", "나라를 걱정하는 만큼 성숙한 시민의 모습을 보여달라"고 시위대에 합법 집회를 호소했다. 오후 8시 30분 경 몸싸움이 격화되자 경찰은 시위 참가자들을 향해 "폴리스라인을 넘을 시 캡사이신을 사용하겠다”며 경고하고 살수차를 현장 인근에 대기시키는 조치를 취하기도 했다. 그러나 캡사이신이나 최루액이 실제로 살포되지는 않았으며, 살수차의 물대포 역시 사용되지 않았다.
밤 9시 3분경에는 주한미국대사관 앞에서 20대 남성이 경찰 폭행 혐의로 연행되었고, 시민들이 경찰차 앞을 막아서며 항의하기도 했다. 다만 경찰은 이 남성을 입건한 뒤 석방 후 조사하겠다는 입장을 밝혔다. 9시 10분에는 시위대 한쪽에서 애국가를 부르기 시작하자 시민들이 따라서 부르는 풍경이 전개되기도 했다. 9시 40분경 주최측이 집회 종료를 공식 선언하고, 경찰 측이 이를 근거로 시위대 측에 해산을 요구하였지만 약 천여 명에 달하는 시민들은 현장에 남아 대치를 이어갔다. 10시 50분 경 경찰 측은 해산 방송을 3회 이상 내렸다며, 저항할 경우 현행범으로 체포될 수 있음을 경고하는 방송과 함께 본격적인 강제 해산에 들어갔고, 밤 11시경 세종대로 차로에 운집해 있던 시민들은 대부분 인도로 밀려나게 되었다. 자정에 다다르자 대다수 시민들이 철수하였지만, 시민 100여명이 현장에 남아 다음날 새벽 5시까지 박근혜 퇴진을 촉구하는 시위를 벌였다. 오전 7시쯤 이들 시위대도 자진 해산하면서 모든 집회가 마무리되었다.

## 반응과 여파

### 각계 반응
집회 이튿날인 10월 30일, 서울지방경찰청은 보도자료를 내고 “행진 중 신고된 코스를 벗어나 광화문 광장으로 이동하면서 일반 시민 등 참가 인원이 증가했고 이를 차단하는 과정에서 일부 시위대와 경찰 간에 몸싸움도 있었으나, 경찰은 시민 안전을 위해 끝까지 인내하며 대처했다"며, 홍완선 종로서장의 방송을 언급하며 "시민들께서도 경찰의 안내에 따라주고 이성적으로 협조해 준 것에 대해 감사드린다"는 입장을 밝혔다. 또 "향후에도 성숙한 시민의식으로 준법 집회시위 문화가 정착되기를 기대한다"고 전했다. 민중총궐기 투쟁본부 역시 페이스북 공식 계정을 통해 "29일 촛불집회에 예상인원보다 훨씬 많은 분들이 참가해 주신 점 감사드린다"며, 다음 토요일인 11월 5일 2차 대규모 촛불집회를 진행하고, 12일에는 6차 민중총궐기를 진행한다고 밝혔다. 또한 11월 1일부터 12일까지는 청계광장에서 매일 촛불집회를 진행한다고 밝혔다.
한편 청와대는 집회 전날인 28일 박 대통령 주재로 열릴 예정이었던 통일준비위원회 민간위원 오찬 행사를 연기하면서 여론의 동향에 촉각을 기울이는 분위기였고, 집회 당일에는 검찰의 압수수색 시도가 진행되던 사정 속에서 "긴장감 속에 집회 상황을 예의주시하는 분위기"라고 보도되었다. 이튿날인 30일 청와대는 인적 쇄신안을 전격 발표하고, 박근혜 정부의 핵심 인사였던 우병우·안종범 수석과 이른바 '문고리 3인방'의 정호성, 안봉근, 이재만 비서관의 사표를 수리하였다. 당초 이번 주 초중반으로 전망되었던 청와대 개편이 앞당겨진 것은, 전날 촛불 집회에서 '하야', '탄핵'을 요구할 정도로 민심이 급격히 악화되는 정국인 만큼 재빠른 수습조치를 내놓기 위한 것이었다는 분석이 있었다.
이밖에도 집회에 참여한 안진걸 참여연대 사무처장은 "3만명 이상의 시민들이 모인 것은 박근혜 대통령에 대한 분노가 극에 달했다는 것을 보여주는 것"이라며 "다음주 토요일 집회에는 10만명 이상의 국민이 참여할 것"이라 말했다. 또 "박 대통령 퇴진 이후 상황에 대해 정치권이 눈치보기를 하고 있을 뿐 국민들은 불안해하지 않는다"며 "박 대통령은 더 무서운 국민의 심판을 당하기전에 퇴진해야 할 것"이라고 밝혔다. 역사학자 이이화는 11월 1일 《경향신문》에 기고한 칼럼에서 주말 집회를 거론하며 "이 기세대로라면 동학농민혁명과 3·1운동, 4·19혁명, 6월 항쟁이 다시 일어날 분위기"라며, "그런 사태가 일어나야 모순의 사회를 바로잡고 국가 기강을 세우며 역사의 정의를 실현하는 길이 될 것"이라 밝혔다. 한편으로 박원순 서울시장은 기자간담회에서 "(지난 주말 집회를 앞두고) 경찰로부터 온 소방용수 협조 요청은 없었다"며, 소방용수시설을 시위 진압 용도로 사용하지 않는다는 내부지침을 내린 만큼 "향후 요청이 오더라도 응하지 않겠다. 원칙대로 하겠다"는 입장을 밝혔다.

### 시위 분석
언론들은 이번 집회가 특정 세력이 주도한 것이 아니라 일반 시민들이 자발적으로 참여한 점, 쇠파이프와 물대포가 등장했던 이전 시위와는 달리 평화롭게 진행된 점에 대해 주목했다. 《경향신문》은 기사 제목으로 "가슴이 터질 듯 스트레스 받고 화가 난다"는 집회 참가자의 표현을 올렸으며, JTBC 역시 "뉴스 보도를 보고 차마 믿겨지지 않아서 나왔다"는 시위 참가자들의 반응을 전했다. 《한국일보》는 "5060이 촛불을 들었다"는 헤드라인을 통해 그간 박근혜 대통령의 우군이나 다름없었던 50, 60대 보수층이 자발적으로 시위에 참여한 점에 주목하며, "전 세대를 아우르는, 자발적 시민이 주체가 된 집회"라 표현하였고 《동아일보》 역시 과거 집회·시위에 참석한 경험이 없는 보수 성향의 시민들이 "난생 처음으로 참석"한 점에 주목하였다. 이와 같은 현상에 대한 이유도 다양하게 분석되었다. 《중앙일보》의 일요신문 〈중앙선데이〉는 시민들이 광장을 찾은 이유가 "분노와 상실감" 때문이라며, "50~60대는 최순실 씨의 전횡 때문에, 10대~30대는 최순실의 딸 정유라 씨를 둘러싼 금수저 논란으로 분노했다"고 분석하였다. 〈이데일리〉는 "정부 불신의 차원을 넘어 대의민주주의 자체에 대한 신뢰까지 송두리째 흔들어 버렸기 때문"이라며, "민주사회의 일원’이란 자긍심이 무너지면서 시민들이 분노를 쏟아내고 있다"는 전문가의 견해를 인용하였다. 이번 시위가 신분배경, 정치이념에 상관없이 공통적인 분노로 발생했다는 점에서 1987년 6월 항쟁과 닮았다는 시각도 있었다. 《한겨레》는 "1987년 민주화운동을 목도하는 듯하다"며, 전국 대학가에서 너나없이 시국선언을 하고 나선 것 등은 민주화 이후 보기 드문 풍경이 되었다고 보았다. 또한 정권을 파수하는 입장인 서울경찰청이 시위대 측에 '나라를 걱정하는 마음'이란 방송을 한 점이나 다음날 보도자료를 낸 점 등으로 태도변화를 보인 것은, 그만큼 박근혜 정권이 정부 안에서도 정통성을 잃고 내파 중이라는 견해를 보이기도 했다.
한편으로는 국민의 분노가 예상보다 컸음을 확인하게 되면서, 11월 12일로 예정된 민중총궐기를 비롯한 향후 집회의 양상에 대해 주목하는 언론이 많았다.《한국일보》는 "(주말 집회의) 양상은 이번 사태에 대한 공분의 파고가 예사롭지 않다"고 평가하고, 이번 사태에 대한 "국민 분노의 폭과 깊이가 엄청나다는 사실이 입증됐다"며 "국정농단 심판을 요구하는 목소리는 한동안 이어질 것"이라는 전문가의 견해를 소개하였다. 《동아일보》 역시 "분노를 넘어 우울감, 상실감을 느낀 국민들이 자발적으로 거리로 나온 것"이라며 "이 분노를 잘 달래지 못하면 공격적인 모습이 분출될 가능성도 있다"는 정신의학과 교수의 견해를 실으면서, "'촛불'이 '들불'로 번질지 관심이 집중되고 있다"고 표현하였다. 《한국경제》는 현장에서 들린 구호의 수위가 '하야, 퇴진' 등으로 한층 높아진 점을 들며 "(최순실 게이트의 책임이) 박 대통령 본인에게 있다고 보는 분위기에서는 여론이 쉽게 수그러들지 않을 전망"이라 밝혔다. 또한 오는 12일의 민중총궐기 집회 규모가 얼마나 커질지 관심이며, "이날처럼 일반 시민까지 가세하면 상당한 규모가 될 것"이라 덧붙였다.

### 언론 사설과 외신 취재
월요일인 10월 31일, 각 신문은 사설을 통해 주말 집회를 거론하며 대통령의 결단을 성토하였다. 《중앙일보》는 이번 집회를 "이성적이어서 오히려 무서웠던" 집회로 평가하고, 이번 집회는 "극렬하지 않았으나 시위 형태와 내용만으로도 평범한 시민들의 분노와 허탈을 충분히 전달했다"고 보았다. 《한겨레》는 "박근혜 대통령의 퇴진과 하야를 요구하는 촛불시위가 전국의 주말 및 일요일 밤을 점령했다"며 시위 시작일부터 시민의 참여 열기가 뜨겁다고 전하고, "민심은 이미 충분히 드러났다"며 "박근혜 대통령은 명을 재촉하지 말라"고 경고하였다. 《조선일보》는 '심상찮은 시위'라는 제목의 사설을 통해 "많은 시민이 촛불을 들었지만 대다수의 진심은 대통령직이 공백이 되는 최악의 결말은 아닐 것"이라 해석하였다. 다만 "박 대통령이 바뀌지 않고 이 위기만 넘기려고 한다면 국민 분노는 임계점을 넘을 수 있다"며 "(검찰 압수수색 거부와 같은) 이해할 수 없는 행태를 계속하면 민심의 성난 파도가 모든 것을 쓸고 갈 수 있다"고 지적했다. 《한국일보》는 " 국민들의 분노가 하늘을 찌르고 있다"는 반증으로 주말 집회를 거론하며, "어물쩍 넘어가려는 안이한 태도는 사태를 악화시킬 뿐이라는 사실을 명심해야 한다"고 지적했다.
최순실 게이트를 취재하던 외신들도 대통령의 퇴진을 요구하는 첫 촛불집회에 주목했다. AP는 "촛불을 든 시민들이 '누가 진짜 대통령이냐', '박근혜 퇴진'이 적힌 손팻말을 들고 집회에 참여했다"고 전하고, "최근 몇 개월 사이 서울에서 열린 가장 큰 규모의 반정부 집회"라면서 "박 대통령의 레임덕이 가속화할 수 있다"고 분석했다. AFP는 집회 참석자들이 "어린 학생에서부터 중년 부부까지 다양했다"며 박근혜 정부에 대한 분노가 크게 확산되고 있다고 보도했다. NPR은 "서울에 1만 명의 시민들이 항의 집회를 열어 박 대통령의 퇴진을 요구했다"면서, '이게 나라냐', '이런 나라에서 아이를 키울 수 없다'는 분노를 전했다.《워싱턴 포스트》는 10월 29일 박근혜 대통령의 취임 이후 최대 위기를 전하며 "한국인들이 대규모 집회를 갖고 박 대통령의 퇴진을 촉구하고 있다"고 덧붙였으며, BBC는 "내년 대선을 앞두고 박 대통령의 레임덕을 가속화시킬 수 있는 대규모 반정부 시위가 서울에서 열렸다"면서, "집회 참가자들이 대통령의 하야를 요구하는 피켓을 들었다"고 시위 풍경을 전했다. NHK는 서울 도심 집회를 상세히 소개하면서 "박 대통령이 인사 쇄신 등으로 사태 수습을 시도하고 있으나 그 가능성은 불투명하다고 전했고, 교도통신도 주최 측 발표로 2만명 이상이 참여한 항의 집회가 있었다고 전했다. 《아사히 신문》은 "전국 각지에서 박 대통령의 사임을 요구하는 집회가 열리는 등 취임 후 최대 위기를 맞았다"고 전했다. 《환구시보》는 집회 전 8면 전체를 할애하여 "한국이 전역에서 박근혜의 하야를 요구하는 시위를 준비하고 있다"는 제목의 기사를 실었으며, 집회 이후 신화통신, 환구시보, 인민일보는 박 대통령의 퇴진을 요구하는 집회와 검찰의 수사 소식을 자세히 전하며 "한국이 혼란에 휩싸였다"고 보도했다.

### 내용
1. ↑  본래 경찰이 시위에 대비하여 투입했던 병력은 60개 중대 4,800명으로 보도되었으나, 실제 행진이 다른 양상으로 진행되면서 최종적으로는 72개 중대 8,000명이 되었다.[2][3][4]
2. ↑  최순실 게이트 의혹제기가 본격화된 이후 박근혜 대통령의 첫 해명은 2017년 10월 20일 청와대 수석비서관회의에서 이뤄졌다. 언론의 미르·케이스포츠 재단 의혹과 관련해서는 "의미 있는 사업에 대해 의혹이 확산되고 도를 지나치게 인신공격성 논란이 계속 이어진다"고 규정, "만약 어느 누구라도 [..] 불법 행위를 저질렀다면 엄정히 처벌받을 것"이라 밝혔다.[5] 이에 대해 JTBC는 '사실상 자신과 상관없는 최순실 씨 문제라는 점을 명확히 한 것'으로 해석하기도 했다.[5] 같은날 대변인 정례브리핑에서도 기자들의 질문이 이어졌지만 '말이 안 된다', '일고의 가치가 없다'는 답변으로 일관하였으며,[6] 핵심 관계자들도 연설문 의혹에 관해선 '누군가 거짓말하고 부풀려서 말하는 것'이라며 사실이 아니라고 부정하였다.[5] 다음날 국회 운영위 국정감사에 출석한 이원종 대통령 비서실장은 최순실 씨의 연설문 작성 의혹에 대해 "봉건시대에도 있을 수 없는 이야기"라고 표현하기도 했다.[7]
3. ↑  집회가 시작될 무렵의 기온은 10도 이하의 쌀쌀한 날씨로 기록되었다.[34][38] 기상청 자료에 의하면 집회가 시작된 오후 6시 서울의 기온은 11도였고[39] 집회의 공식 종료가 선언된 밤 10시의 기온은 4.9도까지 내려갔다.[40] 최저기온은 3.5도까지 떨어졌다.[38]

## 참고 문헌
- 이지호; 이현우; 서복경 (2017년 7월 28일). 《탄핵 광장의 안과 밖》. 책담. 38-39쪽. ISBN 979-11-7028-162-7.